# Communio (časopis)
Communio, međunarodni katolički teološki časopis. List izlazi u zemljama poput Argentine, Belgije, Nizozemske, Francuske, Njemačke, Brazila, Italije, Poljske, Portugala, Španjolske, Mađarske, Slovenije i drugih.

## Povijest
Skupina teologa pokrenula je list s namjerom da taj list ne upada u stupicu bilo teoloških ljevičara, bilo teoloških desničara. Program je zacrtao njegov glavni pokretač švicarski teolog Hans Urs von Balthasar koji je isticao četiri temeljna teološka značenja riječi Communio. Za osnovu misao vodilju i odrednicu časopisa istaknuto je zajedništvo, ali zajedništvo koje dolazi od Boga i temelji se na Bogu, a ne na čovjeku. Isticao je da Crkva kao „communio” treba njegovati “communio” na nekoliko razina sa svijetom, izraelskim narodom, drugim kršćanskim Crkvama, drugim religijama i svima onima koji traže Boga. Time je rečeno da časopis ne može biti isključivo crkveni, zatvoren u čvrstim utvrdama Crkve ne zanimajući se nikako što se zbiva u svijetu, društvu i drugim religijama. Osnivači su među ostalima, Joseph Ratzinger, Hans Urs von Balthasar, Henri de Lubac i Karl Lehmann. Časopis izlazi dvomjesečno na 17 jezika, a trenutačna naklada mu je 1700 primjeraka.  Jedan od osnivača, Joseph Ratzinger, kaže da je Communio nastajao još u dramatičnoj 1968. godini te da je "U toj situaciji "vladavine zbrke" trebao je jedan časopis koji će "postaviti standarde" te se "živo opredijeliti za naslijeđe Drugoga vatikanskog sabora i služiti mu"." Dublji korijeni su iz 1965., kad su teolozi Hans Küng, Johann Baptist Metz, Karl Rahner, Yves Congar i Edward Schillebeeckx pokrenuli časopis Concilium, čiji su suradnici u početku bili i Karl Lehmann, Henri de Lubac i Joseph Ratzinger. No, sporovi oko teološkog usmjerenja tog časopisa rezultirali osnivanjem nove publikacije Communio 1972. godine. 
Razvoj tijekom proteklih godina, novi mladi suradnici te tematska otvorenost Communio ugasili su i ostavili za sobom te stare sukobe i rivalstva.
Godine 1975. Kršćanska sadašnjost pokrenula je teološki časopis Svesci – Communio. Osnovna odrednica časopisa bila je u zajedništvu s međunarodnim teološkim časopisom Communio. No zbog ondašnjih prilika donosio tekstove i iz ostalih teoloških časopisa. 2010. godine ponovo je počeo izlaziti na teološki časopis Communio, sada samo kao Communio, odnosno objavljuje isključivo članke iz Communija. Razlog su promijenjene okolnosti društva i Crkve i zbog mnoštva teoloških časopisa na hrvatskom i na drugim jezicima nema potrebe preuzimati članke iz drugih časopisa. Communio je osim toga istinski časopis 'zajedništva',[nedostaje izvor] gdje ne prevladava jedna teološka misao, nego se mogu susresti najrazličitiji pristupi životu Crkve, društva, znanosti. Time Communio u ovomu novom ruhu ne gubi ništa od pluralnosti života Crkve, jer je to zadano časopisu samim naslovom. Hrvatsko izdanje izlazi dvaput godišnje, objavljuje ponajbolje članke iz svih ostalih uredništava, ali i članke hrvatskih teologa i ostalih znanstvenika. Glavni i odgovorni urednik hrvatskog izdanja je Ivica Raguž.

## Vanjske poveznice
- Kršćanska sadašnjost Communio